# 森谷司郎
森谷司郎（1931年9月28日—1984年12月2日）是日本的電影導演，曾常任於成瀨巳喜男和黑澤明兩位導演的助手，1966年獨立成為導演。

## 導演助手時期（1955-1965）

### 成瀨巳喜男導演作品
- 流れる（1956年）
- 杏っ子（1958年）
- 鰯雲（1958年）
- コタンの口笛（1959年）

### 黑澤明導演作品
- 惡人睡得香（1960年）
- 大鏢客（1961年）
- 椿三十郎（1962年）
- 天國與地獄 (電影)（1963年）
- 紅鬍子（1965年）

## 導演作品
- 零式戰鬥機大空戰（1966年）
- 日本沉沒（1973年）
- 八甲田山（1977年）
- 動亂（1980年）
- 漂流（1981年）
- 海峽(電影)（1982年）